# Plutoniany(VII)
Plutoniany(VII) (nadplutoniany) – nietrwałe związki chemiczne plutonu, zawierające anion plutonianowy(VII), PuO53-. Można je otrzymać przez utlenianie plutonianów(VI) za pomocą silnych utleniaczy, np. ozonu.